# Дмитриев, Дмитрий Георгиевич
Дми́трий Гео́ргиевич Дми́триев (род. 3 марта 1956, Ленинград) — советский легкоатлет, специалист по бегу на средние и длинные дистанции. Выступал за сборную СССР по лёгкой атлетике в 1980-х годах, серебряный призёр турнира «Дружба-84», многократный победитель и призёр первенств всесоюзного значения. Представлял Ленинград и Вооружённые силы. Мастер спорта СССР международного класса. Тренер по лёгкой атлетике и спортивный функционер.

## Биография
Дмитрий Дмитриев родился 3 марта 1956 года в Ленинграде. В 1965—1971 годах учился в 5-й средней школе, затем окончил Военный институт физической культуры.
Начал заниматься лёгкой атлетикой в 1973 году, проходил подготовку под руководством тренера Ю. Никифорова. Выступал за Спортивный клуб армии (Ленинград).
Впервые заявил о себе на международном уровне в сезоне 1975 года, когда вошёл в состав советской сборной и побывал на юниорском европейском первенстве в Афинах, откуда привёз награду серебряного достоинства, выигранную в программе бега на 1500 метров.
В 1980 году на чемпионате СССР в Донецке одержал победу в дисциплинах 1500 и 5000 метров.
На чемпионате СССР 1981 года в Москве вновь был лучшим на дистанции 5000 метров.
В 1982 году на чемпионате СССР в Киеве в третий раз подряд победил в беге на 5000 метров. Принимал участие в чемпионате Европы в Афинах, где занял в финале 11-е место.
В 1983 году на 5000-метровой дистанции был лучшим на чемпионате страны в рамках VIII летней Спартакиады народов СССР в Москве, стал вторым на Кубке Европы в Лондоне и четвёртым на впервые проводившемся чемпионате мира по лёгкой атлетике в Хельсинки.
Рассматривался в качестве кандидата на участие в летних Олимпийских играх 1984 года в Лос-Анджелесе, но Советский Союз вместе с несколькими другими странами восточного блока бойкотировал эти соревнования по политическим причинам. Вместо этого Дмитриев выступил на альтернативном турнире «Дружба-84» в Москве, где в беге на 5000 метров завоевал серебряную награду.
В 1991 году на зимнем чемпионате СССР в Волгограде взял бронзу в дисциплинах 3000 и 5000 метров.
За выдающиеся спортивные достижения удостоен почётного звания «Мастер спорта СССР международного класса». Подполковник Вооружённых Cил, во второй половине 90-х преподавал на кафедре физической подготовки Военной академии тыла и транспорта.
Впоследствии работал тренером по лёгкой атлетике, тренер высшей квалификации. Сотрудник Центра подготовки спортивных сборных команд Санкт-Петербурга. Ответственный секретарь Спортивной федерации лёгкой атлетики Санкт-Петербурга.